# فرودگاه آرابری
فرودگاه آرابری (به انگلیسی: Arrabury Airport) یک فرودگاه با کد یاتا AAB است . این فرودگاه در کشور استرالیا قرار دارد .